# نیکو هاگ
نیکو هاگ (انگلیسی: Nico Hug؛ زادهٔ ۲۹ اکتبر ۲۰۰۰) بازیکن فوتبال اهل آلمان است.